# Чолић
Чолић је презиме. Значајни људи са овим презименом су:
- Драгутин Чолић (1907–1987), српски композитор, публициста и педагог
- Здравко Чолић (1951), певач из Босне и Херцеговине српског порекла
- Љиљана Чолић (1956), политичарка из Србије
- Марија Чолић (1990), српска рукометашица
- Ратко Чолић (1918–1999), српски фудбалер